# Catastro de Ensenada

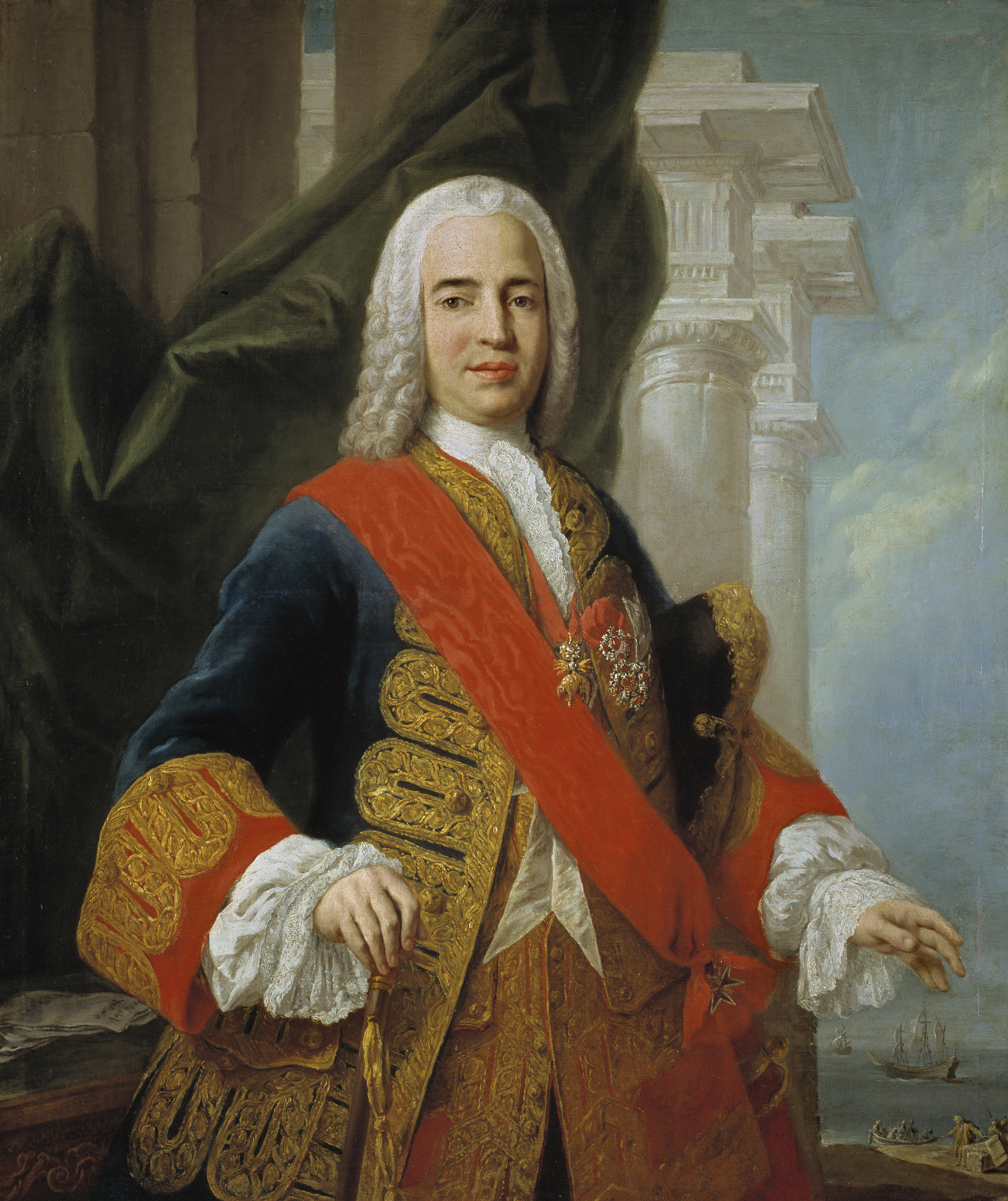
Zenón de Somodevilla, marqués de la Ensenada, al fondo, una escena naval, correspondiente a lo que fue otro de sus principales desvelos: la recuperación del prestigio exterior de la Monarquía Hispánica y su capacidad de controlar el Imperio americano a través de una potente flota. La necesidad de contar con instrumentos fiscales modernos explica en buena parte su decisión de llevar adelante el proyecto del Catastro que lleva su nombre.

El Catastro de Ensenada es el nombre que recibe la minuciosa averiguación a gran escala realizada entre 1749 y 1753 de los habitantes, geografía, bienes inmuebles, estructura económica y fiscal de unos 15 000 pueblos y ciudades de la Corona de Castilla. Quedaron excluidas las Islas Canarias, las provincias vascas, y toda la Corona de Aragón por tener sus propias fiscalidades. Se trata de la encuesta más exhaustiva disponible sobre Castilla de todo el siglo XVIII. 
Fue ordenada por el rey Fernando VI a propuesta de su ministro el marqués de la Ensenada.
El objetivo era subrogar las Rentas provinciales (una de las tres patas de la Real Hacienda en aquellos tiempos, junto a las Rentas generales y las estancadas o "estancos") por una Única contribución. Esto se llevaría a cabo calculando la base imponible y, para poder hacerlo, se elaboró un cuestionario que contenía 40 preguntas que debían responder los vecinos o una representación de los mismos. Se considera que esta averiguación pertenece a la época preestadística.

## Motivo: la única contribución
Derivaba el Catastro del proyecto de única contribución, que buscaba simplificar la fiscalidad de España. De todo el conjunto de ingresos de la monarquía eran las llamadas rentas provinciales (un conglomerado muy complejo formado principalmente por las alcabalas, los millones, los cientos, el derecho de fiel medidor, las tercias reales, etc.) las que se pretendía incluir en una única contribución proporcional a la riqueza de cada uno. Dicha riqueza se pretendía conocer mediante el Catastro.
Las rentas provinciales se percibían como antieconómicas para el propio estado, además de muy gravosas e injustas, pues recaían únicamente sobre la parte productiva de la población: el común o pueblo llano, pues nobleza y clero, que ya se libraban de otros impuestos por razón de su condición privilegiada, también se libraban de estos por disponer de cosechas propias y no tener que acudir a los puestos públicos, que era donde se cobraban casi todos estos gravámenes, especialmente los millones y los cientos. Recaían sobre los pecheros (contribuyentes no privilegiados) y dificultaban la inexistente libertad de comercio por los continuos aforos, reaforos, calas, catas y registros, portazgos, pontazgos y puertos secos que imponía el sistema.
Por otro lado, también era antieconómica la dispersión y forma de cobro de las rentas provinciales: un desordenado conjunto de servicios y regalías se recaudaban mediante sobreprecios y sisas —la octava parte, la octavilla u octava de la octava— aplicados a las compras y consumos de una multiplicidad de géneros alimenticios y artículos de consumo tanto de primera necesidad como de lujo. Por dar una idea, se enumeraban: vino, vinagre, aceite, carne, velas de sebo, chocolate, azúcar, papel, pasa, jabón seco, especias, goma, polvos azules, cotonías y muselinas.
El proyecto fue sometido al estudio y dictamen de dieciséis miembros de los Consejos de Castilla, Hacienda, Indias y Órdenes militares, y también al de cinco intendentes y el regente de la Audiencia de Barcelona. Recibió el dictamen negativo de los Consejos y positivo de los Intendentes.

## Organización

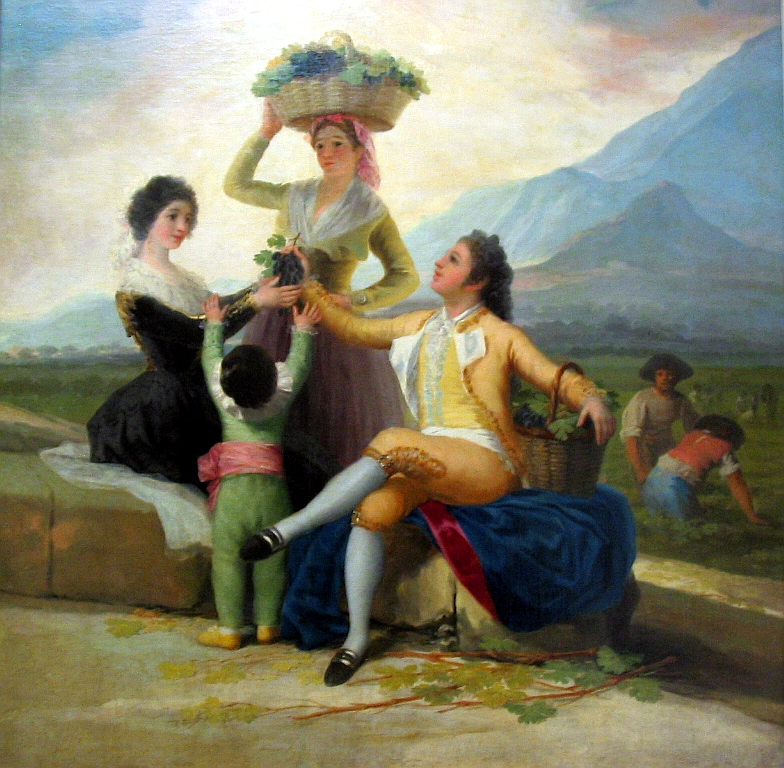
Casi todos los aspectos de la sociedad del XVIII dejaron su huella en el Catastro de Ensenada. La vendimia, de Francisco de Goya.

El rey Fernando VI consideró conveniente poner en marcha la averiguación catastral. Su decisión se plasmó en el real decreto de 10 de octubre de 1749; el día siguiente, el de la administración directa de las rentas por cuenta de la Real Hacienda a partir del siguiente 1 de enero, y el día 13 el restablecimiento de la Ordenanza de Intendentes, que se convertirán en las primeras autoridades provinciales. El decreto se promulgó junto con una Instrucción de cómo habría de hacerse el Catastro, a la que se agregaron una serie de modelos o formularios de cómo habría de recogerse la información obtenida en las averiguaciones. Otros modelos deberían servir a todos los vecinos como guía para hacer sus memoriales (declaraciones de familia y bienes).
La palabra «catastro» significa averiguación o pesquisa. También se aplica a la forma de averiguación, porque se realizó desplazándose a los lugares catastrados un grupo de funcionarios que la dirigían. Por el contrario, si el rey encomendaba a las autoridades del pueblo que fuesen ellas las que lo averiguasen, se hablaba de amillaramiento.
Las llamadas Contadurías de Rentas Provinciales, es decir, las de las rentas que se querían sustituir por la única contribución, incrementaron durante unos años su personal de sus dos o tres empleados habituales a más de cien para ocuparse de las funciones catastrales que les encomendó la Real Junta de Única Contribución. Al frente de la Junta se puso a Bartolomé de Valencia.
En cada una de las 22 intendencias (provincias), se tomó primero una población pequeña como piloto. En algunos casos, como por ejemplo Burgos, se pasó a continuación a una "operación escuela" a la que asistieron los corregidores de las principales ciudades, que después nombrarían las comisiones encargadas de hacer el catastro en sus territorios.
El destino final de todo este esfuerzo administrativo no fue una sustancial reforma de la hacienda. Las resistencias de los privilegiados a alterar su situación lo hicieron imposible. 

### Respuestas generales
La administración central preparó un interrogatorio de cuarenta preguntas que se envió a cada una de las poblaciones de la Corona de Castilla, salvo Canarias, Navarra y las tres provincias vascas porque tenían su propia fiscalidad. Las respuestas de las autoridades locales a este interrogatorio es lo que se denomina Respuestas generales del Catastro. En volúmenes anexos se recopilaron los denominados "certificados", que eran las pruebas presentadas por los representantes de cada población para avalar sus respuestas.
Extracto del interrogatorio: 

1.Cómo se llama la Población.
2. Si es de Realengo o de Señorío...
3. Qué territorio ocupa el Término...
4. Qué especies de Tierra se hallan en el Término...
5. De cuántas calidades de Tierra hay en cada una de las especies...
6. Si hay algún Plantío de Árboles...
9. De qué medidas de Tierra se usa en aquel Pueblo...
10. Qué número de medidas de Tierra habrá en el Término...
11. Qué especies de Frutos se cogen en el Termino.
...
15. Qué derechos se hallan impuestos sobre las Tierras del Término...
17. Si hay algunas Minas, Salinas, Molinos Harineros, o de papel, Batanes, u otros Artefactos...
18. Si hay algún Esquilmo...
19. Si hay Colmenas...
20. De qué especies de Ganado hay en el Pueblo...
21. De qué número de Vecinos se compone la Población...
22. Cuántas Casas habrá en el Pueblo...
23. Qué Propios tiene el Común...
24. Si el Común disfruta algún Arbitrio, Sisa, u otra cosa...
25. Qué gastos debe satisfacer el Común...
26. Qué cargos de Justicia tiene el Común...
27. Si está cargado de Servicio Ordinario, y Extraordinario, u otros...
28. Si hay algún Empleo, Alcabalas, u otras Rentas enajenadas...
29. Cuántas Tabernas, Mesones, Tiendas, Panaderías, Carnicerías, Puentes, Barcas sobre Ríos, Mercados, Ferias, etc. ...
30. Si hay Hospitales...
31. Si hay algún Cambista, Mercader de por mayor...
32. Si en el Pueblo hay algún Tendero de Paños, Ropas de Oro, Plata, y Seda, Lienzos, Especería, u otras Mercadurías, Médicos, Cirujanos, Boticarios, Escribanos, Arrieros, etc. ...
33. Qué ocupaciones de Artes mecánicos hay en el Pueblo...
35. Qué número de Jornaleros...
36. Cuántos Pobres de solemnidad...
37. Si hay algunos Individuos, que tengan Embarcaciones, que naveguen en la Mar, ó Ríos...
38. Cuántos Clérigos...
39. Si hay algunos Conventos, de qué Religiones, y sexo, y qué numero de cada uno.
40. Si el Rey tiene en el Término, ó Pueblo alguna Finca, ó Renta...

  Texto completo del Interrogatorio

### Producciones estadísticas simultáneas al Catastro
A la vez que se compilaban las respuestas generales, se recogieron declaraciones de renta y patrimonio firmadas por cada uno de los cabezas de familia, clérigos e instituciones. A estos documentos, muy voluminosos, se les suele denominar "respuestas particulares".
Además, se confeccionaron otros documentos complementarios:
- los libros del mayor hacendado de cada población catastrada (sin considerar a los mayores hacendados que estaban exentos de diezmos);
- el llamado Censo de Ensenada de 1749, para el que se siguió un modelo confeccionado por la Real Junta (y del que se suele citar el número estimativo de 9.400.000 habitantes para todo el territorio peninsular);
- el libro de lo enajenado, en el que aparece cada propiedad o lugar que alguna vez fue del rey y ahora pertenecía a particulares, a los que había pasado por merced regia o por venta. Este último, a diferencia de los dos anteriores, tenía carácter oficial.

En 1759, la Real Junta de Única Contribución mandó realizar un Vecindario a partir de los datos del Catastro, que era un resumen de los datos demográficos por provincias y localidades. Este documento resultó fundamental, pues no se disponía de información ni actualizada ni fiable de la población de la Corona. Los dos últimos recuentos de población eran el Censo de 1591 (en tiempos de Felipe II) y 1717, año en que se hizo el llamado Vecindario de Campoflorido, muy imperfecto.
Los datos recogidos en el Catastro se tabularon y verificaron con todas las prevenciones posibles para evitar las ocultaciones o desviaciones que podían imaginarse, y que aun así sin duda se produjeron.
El Catastro proporcionó un volumen de documentación abrumador, que sigue dando oportunidad a los historiadores para analizar la economía, la sociedad, la práctica del régimen señorial e incluso el estado del medio ambiente. Es desde luego la mejor estadística disponible en el contexto europeo del Antiguo Régimen, que podemos considerar preestadístico.

## Documentos conservados
El original de las respuestas generales de cada población se conserva en el Archivo Histórico Provincial correspondiente, salvo los que han sido destruidos a lo largo del tiempo. Además se conservan en el Archivo General de Simancas (AGS) copias compulsadas de todas las respuestas generales, que se diferencian de los originales en que los mapas suelen reducirse a un mero esquema.
Las respuestas particulares, mucho más detalladas y extensas, fueron depositadas en las Contadurías (antecesoras de las delegaciones de Hacienda) de cada provincia. A partir de 1756 se hicieron en las Contadurías copias de las respuestas completas de cada población que se enviaron cada una a su archivo municipal. El destino de estos documentos ha sido muy variable: en algunas provincias se conservan íntegras (normalmente en el Archivo Histórico Provincial correspondiente) mientras que en otras se ha perdido la mayoría. Por ejemplo, en Asturias se conservan las respuestas de solo 27 de sus 78 concejos. Un ejemplo opuesto es el de la actual comunidad autónoma de La Rioja, de la que se conservan todas las respuestas en 784 volúmenes, que además han sido digitalizadas íntegramente, indizadas y puestas a disposición en un sitio web dedicado.
En el Archivo Histórico Nacional (AHN) se conservan los Estados Generales, que son resúmenes por provincias, así como las respuestas completas de 63 pueblos de la actual provincia de Madrid que en 1750 pertenecían a la de Guadalajara. También están allí los datos del Censo correspondientes a la provincia de Toledo, mientras que el resto del Censo se encuentra en el AGS.
El Vecindario se encuentra en su mayoría en el AGS (18 provincias), las provincias de Cuenca y Galicia se encuentran en el AHN y se han perdido las de León (que incluía Asturias) y Jaén.